# Schloss Wildegg
Schloss Wildegg is een kasteel in de gemeente Möriken-Wildegg in het Zwitserse kanton Aargau. Het kasteel bevindt zich zo'n tachtig meter boven het dorp Wildegg op het einde van een rotsachtige uitloper van de Chestenberg, in de buurt waar de Bünz uitmondt in de Aare. Sinds 1 januari 2011 behoort het tot het kanton Aargau.

## Geschiedenis
In de eerste helft van de dertiende eeuw lieten ministerialen van de Habsburgers een burcht bouwen, om de zuidwestelijke hoek van het eigenambt, hun kerngebied, te beschermen en om een strategisch belangrijke plek aan de Aare onder controle te houden. De burcht wordt pas in 1242 voor het eerst genoemd, en door een ministerialengeslacht van de Habsburgers bewoond, de aartsdrossaard van Habsburg en Wildegg. Na hun uitsterven kwam het kasteel in 1340 in handen van Johan I van Hallwyl. Peter von Gryffensee kocht het in 1437 van Von Hallwyl, om Wildegg in 1457 aan de stad Bern, sinds 1415 leenheer, in leen terug te geven. Het leen ging in 1462 over aan gebroeders, Hans, Hans Heinrich en Hans Thüring von Ballmoos. Rond 1480 verwierf ridder Albin von Silenen het leen Wildegg, wat tegen de zin was van Bern, want kort daarvoor had Heinrich Hasfurter uit Luzern het kasteel Wildenstein al verworven. Bern trok het leen in en gaf het vervolgens in 1483/1484, samen met het patronaat en de lage jurisdictie van Holderbank en Möriken, voor 1730 gulden aan Kaspar Effinger uit Brugg. Via vererving bleef het kasteel elf generaties lang in de handen van de Effingers. In 1552 brandde de burcht na een blikseminslag bijna volledig uit; alleen het muurwerk bleef overeind. Door de jaren heen werd het gebouw weer bewoonbaar gemaakt. Vanaf 1684 werd het kasteel omgebouwd tot een woonhuis in barokstijl. In 1825 werd naast het slot het zogenaamde Erlachhuis gebouwd. Wildegg en de aanroerige goederen gingen in 1830 over in het bezit van de familiestichting Effinger. In 1886 werd tegenover het Erlachhuis de villa in kasteelstijl gebouwd.
Julie von Effinger, de laatste van haar lijn, stierf in 1912 zonder nakomelingen. Ze liet het slot met bijna alles wat er bij hoorde, inclusief de domeinen, na aan de confederatie, die het gehele goed in beheer gaf van het Landsmuseum. Vanaf 1917 werd het slot gerestaureerd en voorbereid op een museumfunctie. Bij de erfenis behoorde o.a. ook een omvangrijk archief met getuigenissen door de eeuwen heen, en dat in 2011 aan het staatsarchief Aargau overgedragen werd.
Op 1 januari 2011 ging het bezit van het slot over naar een door het kanton Aargau opgerichte stichting. Het museumgebeuren werd op dezelfde datum overgenomen door Museum Aargau. De grote raad van het kanton Aargau heeft daarvoor in januari 2010 een jaarlijks krediet ingesteld. In de zomer van 2011 werd de nog door de confederatie gefinancierde renovatie van het slot afgesloten.

## Gebouwen
Het slot bestaat in de kern uit een goed bewaarde burcht uit de late twaalfde eeuw met een donjon en een zaalbouw, die aan het eind van de zeventiende eeuw tot woonslot in barokstijl verbouwd werden. Tot het landgoed behoren ook een boerderij, tuinen, parken, bossen en wijngaarden. Het gehele domein wordt sinds 2011 door de Stiftung Schlossdomäne Wildegg beheerd, en biedt een cultuurlandschap van nationale betekenis. De tuinen worden door Museum Aargau beheerd.